# آوا (فیلم ۲۰۱۷ فرانسوی‌زبان)
آوا یک فیلم درام به کارگردانی لیا مایسیوس محصول سال ۲۰۱۷ است. این فیلم برای نمایش در بخش هفته منتقدان هفتادمین جشنواره فیلم کن انتخاب شده است.